# Ridgeway (Iowa)
Pour les articles homonymes, voir Ridgeway (homonymie).
Ridgeway est une ville, du comté de Winneshiek en Iowa, aux États-Unis. Elle est incorporée le 15 mars 1894.

## Source de la traduction
- (en) Cet article est partiellement ou en totalité issu de l’article de Wikipédia en anglais intitulé « Ridgeway, Iowa » (voir la liste des auteurs).